# 滇西裸趾虎
滇西裸趾虎（学名：Cyrtodactylus dianxiensis）一种于中华人民共和国云南省西部盈江县铜壁关自然保护区发现的爬行动物，隶属于壁虎科裸趾虎属。本种原被误认为是卡西裸趾虎（C. khasiensis），后基于形态学和基因数据确定为一个新种。
其种加词“dianxiensis”意为“云南西部的”。

## 保护
本种于2023年被收录入《有重要生态、科学、社会价值的陆生野生动物名录》。